# Diócesis de Santiago de Veraguas
La diócesis de Santiago de Veraguas (en latín: Dioecesis Sancti Iacobi Veraguensis) es una circunscripción eclesiástica de la Iglesia católica en Panamá. Se trata de una diócesis latina, sufragánea de la arquidiócesis de Panamá. Desde el 30 de abril de 2013 su obispo es Audilio Aguilar Aguilar.

## Territorio y organización
La diócesis tiene 11 239 km² y extiende su jurisdicción sobre los fieles católicos de rito latino residentes en la provincia de Veraguas.
La sede de la diócesis se encuentra en la ciudad de Santiago de Veraguas, en donde se halla la Catedral de Santiago Apóstol.
En 2022 en la diócesis existían 18 parroquias.

## Historia
La diócesis fue erigida el 13 de julio de 1963 con la bula Panamensis Ecclesiae del papa Pablo VI, obteniendo el territorio de la arquidiócesis de Panamá.

## Estadísticas
Según el Anuario Pontificio 2023 la diócesis tenía a fines de 2022 un total de 381 000 fieles bautizados.
| Año                                                                             | Población            | Población | Población      | Sacerdotes | Sacerdotes    | Sacerdotes    | Bautizados por sacerdote | Diáconos permanentes | Religiosos | Religiosos | Parroquias |
| Año                                                                             | Bautizados católicos | Total     | % de católicos | Total      | Clero secular | Clero regular | Bautizados por sacerdote | Diáconos permanentes | Varones    | Mujeres    | Parroquias |
| ------------------------------------------------------------------------------- | -------------------- | --------- | -------------- | ---------- | ------------- | ------------- | ------------------------ | -------------------- | ---------- | ---------- | ---------- |
| 1966                                                                            | 150 000              | 152 000   | 98.7           | 17         | 11            | 6             | 8823                     |                      | 10         | 19         | 12         |
| 1970                                                                            | ?                    | 162 220   | ?              | 23         | 17            | 6             | ?                        |                      | 6          | 15         | 11         |
| 1976                                                                            | 150 000              | 155 000   | 96.8           | 16         | 9             | 7             | 9375                     |                      | 10         | 12         | 12         |
| 1980                                                                            | 160 000              | 170 000   | 94.1           | 12         | 9             | 3             | 13 333                   |                      | 3          | 18         | 12         |
| 1990                                                                            | 210 000              | 215 000   | 97.7           | 17         | 13            | 4             | 12 352                   |                      | 8          | 15         | 12         |
| 1999                                                                            | 198 944              | 221 049   | 90.0           | 39         | 31            | 8             | 5101                     |                      | 12         | 31         | 14         |
| 2000                                                                            | 200 497              | 223 049   | 89.9           | 40         | 32            | 8             | 5012                     |                      | 11         | 33         | 14         |
| 2001                                                                            | 176 065              | 207 136   | 85.0           | 40         | 38            | 2             | 4401                     | 1                    | 6          | 35         | 14         |
| 2002                                                                            | 177 732              | 209 096   | 85.0           | 39         | 37            | 2             | 4557                     | 2                    | 6          | 32         | 14         |
| 2003                                                                            | 178 852              | 209 992   | 85.2           | 36         | 34            | 2             | 4968                     | 1                    | 6          | 29         | 14         |
| 2004                                                                            | 181 900              | 214 525   | 84.8           | 37         | 35            | 2             | 4916                     | 1                    | 4          | 29         | 14         |
| 2010                                                                            | 207 125              | 230 139   | 90.0           | 36         | 34            | 2             | 5753                     |                      | 13         | 25         | 14         |
| 2012                                                                            | 226 000              | 251 000   | 90.0           | 50         | 47            | 3             | 4520                     | 2                    | 29         | 30         | 14         |
| 2017                                                                            | 352 000              | 360 000   | 97.8           | 45         | 43            | 2             | 7822                     | 2                    | 16         | 40         | 15         |
| 2020                                                                            | 370 570              | 378 885   | 97.8           | 43         | 41            | 2             | 8617                     | 1                    | 2          | 28         | 18         |
| 2022                                                                            | 381 000              | 389 000   | 97.9           | 45         | 43            | 2             | 8466                     | 1                    | 2          | 28         | 18         |
| Fuente: Catholic-Hierarchy, que a su vez toma los datos del Anuario Pontificio. |                      |           |                |            |               |               |                          |                      |            |            |            |

## Episcopologio
- Marcos Gregorio McGrath, C.S.C. † (3 de marzo de 1964-5 de febrero de 1969 nombrado arzobispo de Panamá)
- Martín Legarra Tellechea, O.A.R. † (3 de abril de 1969-15 de febrero de 1975 renunció)[3]
- José Dimas Cedeño Delgado (15 de febrero de 1975-18 de abril de 1994 nombrado arzobispo de Panamá)
- Óscar Mario Brown Jiménez (17 de diciembre de 1994-30 de abril de 2013 retirado)
- Audilio Aguilar Aguilar, desde el 30 de abril de 2013